# Kanton Laufen
Der Kanton Laufen (französisch Canton de Lauffon) war ein Kanton der Ersten Französischen Republik und des Ersten Kaiserreichs auf dem Gebiet des heutigen Kantons Basel-Landschaft in der Schweiz.

## Département Mont-Terrible
Er entstand am 23. März 1793 mit der vom französischen Nationalkonvent beschlossenen formellen Annexion der Raurakischen Republik. Der Kanton war Teil des Distrikts Delsberg im neu geschaffenen Département Mont-Terrible und umfasste zehn Gemeinden:
- Blauen
- Brislach
- Burg im Leimental
- Dittingen
- Laufen (Hauptort)
- Liesberg
- Nenzlingen
- Röschenz
- Wahlen
- Zwingen

Laut einem Rundschreiben des Innenministeriums vom 7. Frimaire des Jahres VI (27. November 1797) zählte der Kanton Laufen 3334 Einwohner, von denen 847 wahlberechtigt waren.

## Département Haut-Rhin
Gemäss dem Gesetz vom 28. Pluviôse des Jahres VIII (17. Februar 1800) wurde der Kanton Reinach aufgehoben und mit dem Kanton Laufen vereinigt. Der vergrösserte Kanton gehörte neu zum Arrondissement Delsberg im Département Haut-Rhin und umfasste 21 Gemeinden:
| - Aesch - Allschwil - Arlesheim - Blauen - Brislach - Burg im Leimental - Dittingen - Duggingen - Ettingen - Grellingen - Laufen/Lauffon (Hauptort) | - Liesberg - Nenzlingen - Oberwil - Pfeffingen - Reinach - Röschenz - Schönenbuch - Therwil - Wahlen - Zwingen |

Ausgehend von den Zahlen des Rundschreibens von 1797 zählte der Kanton Laufen 8240 Einwohner, davon 2083 Wahlberechtigte. Durch Beschluss des Wiener Kongresses vom 20. März 1815 wurde das Territorium dem Kanton Basel und dem Kanton Bern zugeschlagen; seit 1994 gehört es ganz zum Kanton Basel-Landschaft.